# 嵯峨镇
嵯峨镇，是中华人民共和国陕西省咸陽市三原县下辖的一个乡镇级行政单位。

## 行政区划
嵯峨镇下辖以下地区：
杨杜村、张岳村、奕家河村、冯村、河西村、三社村、天井岸村、槐树坡村、杏书硷村、唐陵村、洪水村、赵家村、岳村、屈家村、寨子村、官庄村、大盘村、杨家山村、小盘村和三联村。